# Лазерен далекомер
Лазерен далекомер е преносим компактен прибор, измерващ разстояние посредством отразен светлинен лъч. Използва се лазерен източник на светлина, заради кохерентността на лъча, трудно постижима с други средства.

## Принцип на действие
Скоростта на светлината е константа, така че устройството излъчва къс светлинен импулс или поредица от импулси, като измерва времето за което изминават разстоянието до обекта на измерване, изчислява разстоянието и го показва на дисплей. Насочването обикновено става визуално като далекомера е сдвоен с оптичен прибор, който наблюдателя насочва към обект в желаното място на измерване. Описаният принцип не работи добре при много малки дистанции, поради високата скорост на светлината и нуждата от много бързо превключващи излъчвател и приемник на светлина в прибора. Поради разсейването на светлинния лъч в атмосферата, с увеличаване на далечината се натрупва грешка при измерването.
Далекомерите се ползват за измерване разстоянието при картографиране или планиране на големи строежи, в игра на голф или при лов на животни с пушки с оптика.
Ако обектът се движи, може да бъде изчислена скоростта му на сближаване/отдалечаване спрямо излъчвателя с използване на Доплеров ефект. Това всъщност са лазерните скоростомери (познати като радари), ползвани от пътната полиция. По-старите използват Доплеровия ефект в радиочестотния диапазон (радиовълни), но могат да засекат само отражение от метален предмет (автомобил). Радиовълните са електромагнитно излъчване и имат същата скорост като светлината.

## Изчисление
Разстоянието между точките A и B е:
{\displaystyle D={\frac {ct}{2}}}
където c е скоростта на светлината в атмосферата, а t е времето за отиване и връщане между A и B.
{\displaystyle t={\frac {\varphi }{\omega }}}
където φ е фазовото закъснение, направено от светлината, а ω е ъгловата честота на оптичната вълна
След това се заместват стойностите в уравнението
{\displaystyle D={\frac {1}{2}}ct={\frac {1}{2}}{\frac {c\varphi }{\omega }}={\frac {c}{4\pi f}}(N\pi +\Delta \varphi )={\frac {\lambda }{4}}(N+\Delta N)}
В това уравнение λ е дължината на вълната c/f, Δφ е частта от фазовото закъснение, което не удовлетворява π, N е броя на вълновите полупериоди на отиването и връщането, а ΔN е останалата дробна част.

## Употреба
Военната употреба на далекомери е свързана с корекцията за насочване на огъня от различни видове оръжия, предимно артилерия (танкова, гаубици, ракетна). При далекомерите, употребявани в армията, излъчвателят предава поредица от импулси, които са кодирани с цел разпознаването на заблуждаващи сигнали, които противниковата техника излъчва за смущаване на измерването и получаване на грешни данни. Обикновено такъв далекомер е част от устройство за автоматично изчисляване на корекциите за стрелба.